# Rally Reino de León de 2021
El Rally Reino de León de 2021 fue la primera edición y la decimotercera ronda de la temporada 2021 del Súper Campeonato de España de Rally. Se celebró del 3 al 4 de diciembre y contó con un itinerario de siete tramos que sumaban un total de 97,36 km cronometrados. Fue también puntuable para la Copa de España de tierra, el campeonato de Castilla y León de tierra, la Copa Proto 2RM y la Beca Júnior R2.
Con nieve en los tramos que complicó las cosas a los pilotos, Iván Ares en su habitual Hyundai i20 R5 se impuso por cuarenta y cinco segundos de diferencia sobre Alexander Villanueva y por más de dos minutos y medio sobre Oriol Gómez tercero en la clasificación final. Fue además la tercera victoria de la temporada para Ares que lograba así proclamarse ganador de la Copa de España de Tierra.

## Itinerario
| Día   | Tramo | Nombre                | Distancia | Hora  | Ganador              | Tiempo    | Líder                |
| ----- | ----- | --------------------- | --------- | ----- | -------------------- | --------- | -------------------- |
| Día 1 | TC1   | A1 Valsemana La Robla | 21.86 km  | 08:37 | Alexander Villanueva | 14:59.0   | Alexander Villanueva |
| Día 1 | TC2   | A1 Valsemana La Robla | 21.86 km  | 10:37 | Iván Ares            | 14:36.0   | Iván Ares            |
| Día 1 | TC3   | B1 Secarejo (TC+)     | 15.00 km  | 13:33 | Cancelado            | Cancelado | Iván Ares            |
| Día 1 | TC4   | C1 Cimanes del Tejar  | 11.00 km  | 13:59 | Iván Ares            | 6:37.1    | Iván Ares            |
| Día 1 | TC5   | B2 Secarejo (TC+)     | 15.00 km  | 16:05 | Juan Carlos Quintana | 11:10.9   | Iván Ares            |
| Día 1 | TC6   | C2 Cimanes del Tejar  | 11.00 km  | 16:31 | Iván Ares            | 6:29.0    | Iván Ares            |
| Día 1 | TC7   | X León                | 1.64 km   | 17:40 | Surhayen Pernía      | 1:12.9    | Iván Ares            |

## Clasificación final
| Pos. | Piloto               | Copiloto          | Automóvil              | Tiempo    | Diferencia |
| ---- | -------------------- | ----------------- | ---------------------- | --------- | ---------- |
| 1.   | Iván Ares            | David Vázquez     | Hyundai i20 R5         | 55:16.7   | 0.0        |
| 2.   | Alexander Villanueva | Víctor M. Ferrero | Citroën C3 Rally2      | 56:01.2   | +44.5      |
| 3.   | Oriol Gómez          | José Murado       | Citroën C3 N5          | 57:54.7   | +2:38.0    |
| 4.   | Surhayen Pernía      | Alba Sánchez      | Hyundai i20 R5         | 58:10.1   | +2:53.4    |
| 5.   | Juan Carlos Quintana | Yeary Mújica      | Škoda Fabia R5         | 58:29.1   | +3:12.4    |
| 6.   | Daniel Alonso        | Adrián Pérez      | Volkswagen Polo GTI R5 | 59:19.1   | +4:02.4    |
| 7.   | Frédéric Pradayrol   | Florian Barral    | Škoda Fabia Rally2 evo | 1:00:25.2 | +5:08.5    |
| 8.   | José Luis García     | Xavi Moreno       | Citroën DS3 N5         | 1:00:42.2 | +5:25.5    |
| 9.   | Gustavo Sosa         | Eduardo González  | Škoda Fabia Rally2 evo | 1:00:53.0 | +5:36.3    |
| 10.  | Ricardo Triviño      | Checo Salom       | Škoda Fabia Rally2 evo | 1:01:11.6 | +5:54.9    |